# 226. п. н. е.

## Догађаји
- потписан Мир на реци Ебро